# 赫里克 (伊利諾伊州)
赫里克（英語：Herrick）是位於美國伊利諾伊州謝爾比縣的一個村落。

## 地理
赫里克的座標為39°13′09″N 88°59′03″W / 39.21917°N 88.98417°W，而該地最高點為海拔高度182米（即597英尺）。

## 人口
根據2010年美國人口普查的數據，赫里克的面積為0.95平方千米，當中陸地面積為0.95平方千米，而水域面積為0.00平方千米。當地共有人口436人，而人口密度為每平方千米458人。